# Colpa quinquecincta
Colpa quinquecincta is een vliesvleugelig insect uit de familie van de Scoliidae. De wetenschappelijke naam van de soort is voor het eerst geldig gepubliceerd in 1793 door Fabricius.